# Domiporta granatina
Domiporta granatina is een slakkensoort uit de familie van de Mitridae. De wetenschappelijke naam van de soort werd in 1811 voor het eerst geldig gepubliceerd door Jean-Baptiste de Lamarck.